# Nigeria ai Giochi della XXII Olimpiade
La Nigeria partecipò ai Giochi della XXII Olimpiade, svoltisi a Mosca, Unione Sovietica, dal 19 luglio al 3 agosto 1980, con una delegazione di 44 atleti impegnati in cinque discipline.